# Yttre Lemesjön
Yttre Lemesjön är en sjö i Örnsköldsviks kommun i Ångermanland som ingår i Husåns huvudavrinningsområde. Sjön har en area på 8,07 kvadratkilometer och ligger 162 meter över havet och har ett maxdjup på 48 meter. Sjön avvattnas av vattendraget Husån. Vid provfiske har bland annat abborre, gers, gädda och lake fångats i sjön.
Runt Yttre Lemesjön ligger de tre byarna Byviken, Lemesjö och Långviken.
Från 1907 till 1912 trafikerade en ångbåt Yttre Lemesjön. Ångbåten ”John” som var gjord av trä var 10 meter lång och cirka 2,8 meter bred. Kapten och maskinist var E Johan Lundqvist. Turen på Yttre Lemesjön anlade på den östra sidan vid Långviksskatan och Dalkarlsbäcken samt på den västra sidan vid Långviken (gästgivargårdens brygga) och handlarens brygga i Byviken där även järnvägsgods lossades. Färden avslutades i Lemesjö där det fanns möjlighet för passagerarna att fortsätta resan på Inre Lemesjön med ångbåten Trehörningsjö.

## Delavrinningsområde
Yttre Lemesjön ingår i delavrinningsområde (706429-166149) som SMHI kallar för Utloppet av Yttre Lemesjön. Medelhöjden är 202 meter över havet och ytan är 34,08 kvadratkilometer. Räknas de 44 avrinningsområdena uppströms in blir den ackumulerade arean 272,46 kvadratkilometer. Avrinningsområdets utflöde Husån mynnar i havet. Avrinningsområdet består mestadels av skog (51 procent). Avrinningsområdet har 8,1 kvadratkilometer vattenytor vilket ger det en sjöprocent på 23,8 procent.

## Fisk
Vid provfiske har följande fisk fångats i sjön:
- Abborre
- Gärs
- Gädda
- Lake
- Mört
- Nors
- Sik
- Siklöja